# AmBev
AmBev, ou Companhia de Bebidas das Américas (en français : compagnie des boissons des Amériques) est une filiale du groupe brassicole Belgo-Brésilien Anheuser-Busch InBev, leader mondial de la production de bière. AmBev est elle-même le premier brasseur en Amérique du Sud et le cinquième à l'échelon mondial. Elle est active dans 16 pays du continent américain.

## Historique
AmBev naît de la fusion des deux principaux brasseurs brésiliens, Brahma et Antarctica, en juillet 1999, qui forment la Companhia de Bebidas das Américas. Le nouveau groupe contrôle 70 % du marché brésilien de la bière et 40 % du marché total des boissons. Il est alors le 5e brasseur mondial, mais n'est qu'un champion national : en 1999, 95 % de ses revenus proviennent du marché brésilien. 
À partir de 1999, le groupe entreprend une expansion rapide en Amérique latine. À partir de 2002, cette stratégie amène l'entreprise à prendre graduellement le contrôle du premier brasseur argentin, Quinsa.
En 2004, AmBev fusionne avec Interbrew, 3e brasseur mondial, pour créer le premier acteur mondial, InBev. Le brésilien Carlos Brito, passé par Brahma et AmBev, prend la tête du nouvel ensemble en 2005. Le brasseur canadien Labatt, propriété d'Interbrew, rejoint à cette occasion le giron d'AmBev.
À partir de 2015, l'entreprise est au cœur d'un scandale au Brésil, où elle est accusée d'avoir opérée des paiements à deux anciens présidents pour empêcher la mise en place d'une taxe touchant ses produits. En 2019, elle est également accusée par 110 revendeurs et distributeurs brésiliens d'avoir abusé de sa position dominante. 
En 2020, confrontée à la concurrence agressive de Heineken au Brésil, l'entreprise annonce son intention d'y ouvrir deux nouveaux sites de production.

## Principaux actionnaires
Au 8 janvier 2020:
| Anheuser-Busch InBev                                     | 61,8 % |
| Fundação Antonio e Helena Zerrenner Instituição Nacional | 10,2 % |
| BlackRock Fund Advisors                                  | 1,09 % |
| The Vanguard Group                                       | 0,89 % |
| Norges Bank Investment Management                        | 0,43 % |
| Capital Research & Management (World Investors)          | 0,27 % |
| Vontobel Asset Management                                | 0,26 % |
| Aberdeen Asset Managers                                  | 0,25 % |
| APG Asset Management                                     | 0,23 % |
| BlackRock Advisors                                       | 0,19 % |

## Produits
AmBev produit des bières, mais aussi des boissons sans alcool, des thés, de l'eau minérale et des boissons énergisantes. Les principales marques sont Antarctica, Brahma et Skol. AmBev est également le seul distributeur de Pepsi au Brésil.